# Зренянин
Зренянин (серб. Зрењанин, Zrenjanin, угор. Nagybecskerek, рум. Becicherecu Mare, нім. Großbetschkerek) — місто в Сербії. П'яте за величиною місто країни і друге після Нового Саду місто краю Воєводина. У Зренянині (з агломерацією) живе близько 140 тисяч жителів.

## Назва
До 1935 року місто називалося Великий Бечкерек (серб. Велики Бечкерек, угор. Nagybecskerek).
У 1935 був перейменований в Петровград в честь короля Сербії Петра I Карагеоргієвича.
У роки Другої світової війни був адміністративним центром регіону Банат, що управлявся фольксдойче.
У 1946 році Петровград увійшов до складу Соціалістичної Федеративної Республіки Югославія і був перейменований у Зренянин в честь сербського комуніста, партизана й Народного Героя Югославії Жарко Зренянина.

## Національні групи
Населення Зренянина складається з таких національностей:
- серби (74,81 %)
- угорці (10,76 %)
- югослави (1,93 %)
- румуни (1,9 %)
- роми (1,87 %)
- словаки (1,81 %)
- та інші

### Освіта
У місті є Технічний факультет імені Михайла Пупіна Нові-Садського університету.

## Відомі люди
- тут деякий час жив і навчався сербський поет і митець Джура Якшич.
- тут народився й виріс футболіст, гравець збірної Сербії та московського ЦСКА — Зоран Тошич.
- тут народилась та загинула партизанка Ружа Шульман.
- народився сербський оперний співак Желько Лучич.
- народився угорський письменник, педагог і гуманіст Ференц Кемені.

## Церкви

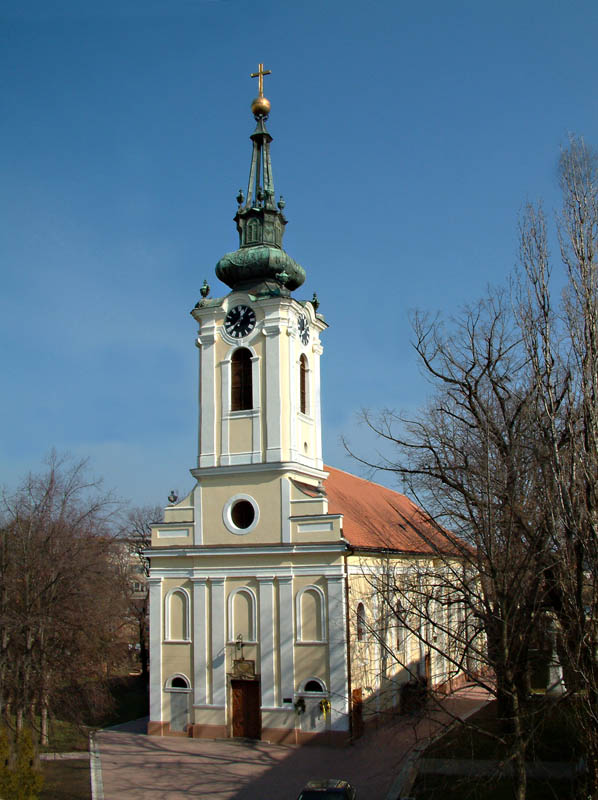
Успенська церква
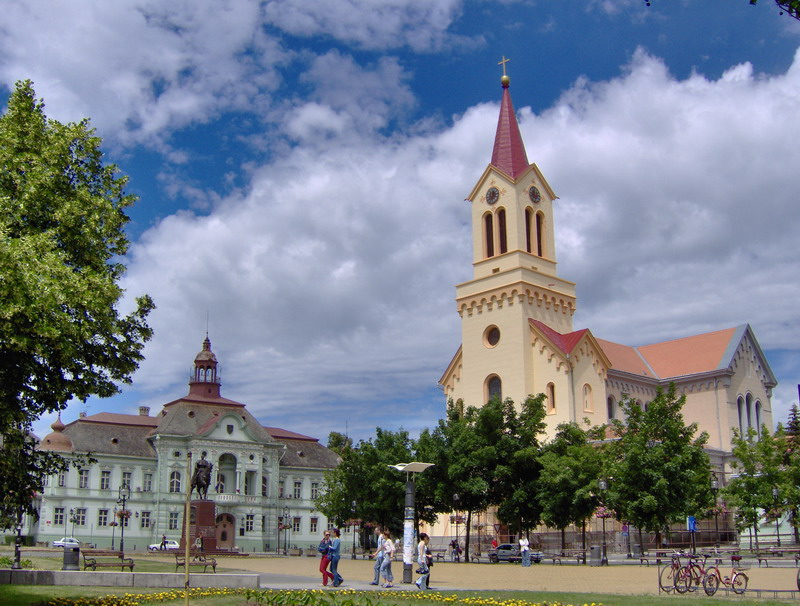
Площа Свободи і Собор Святого Іоанна Непомуцького
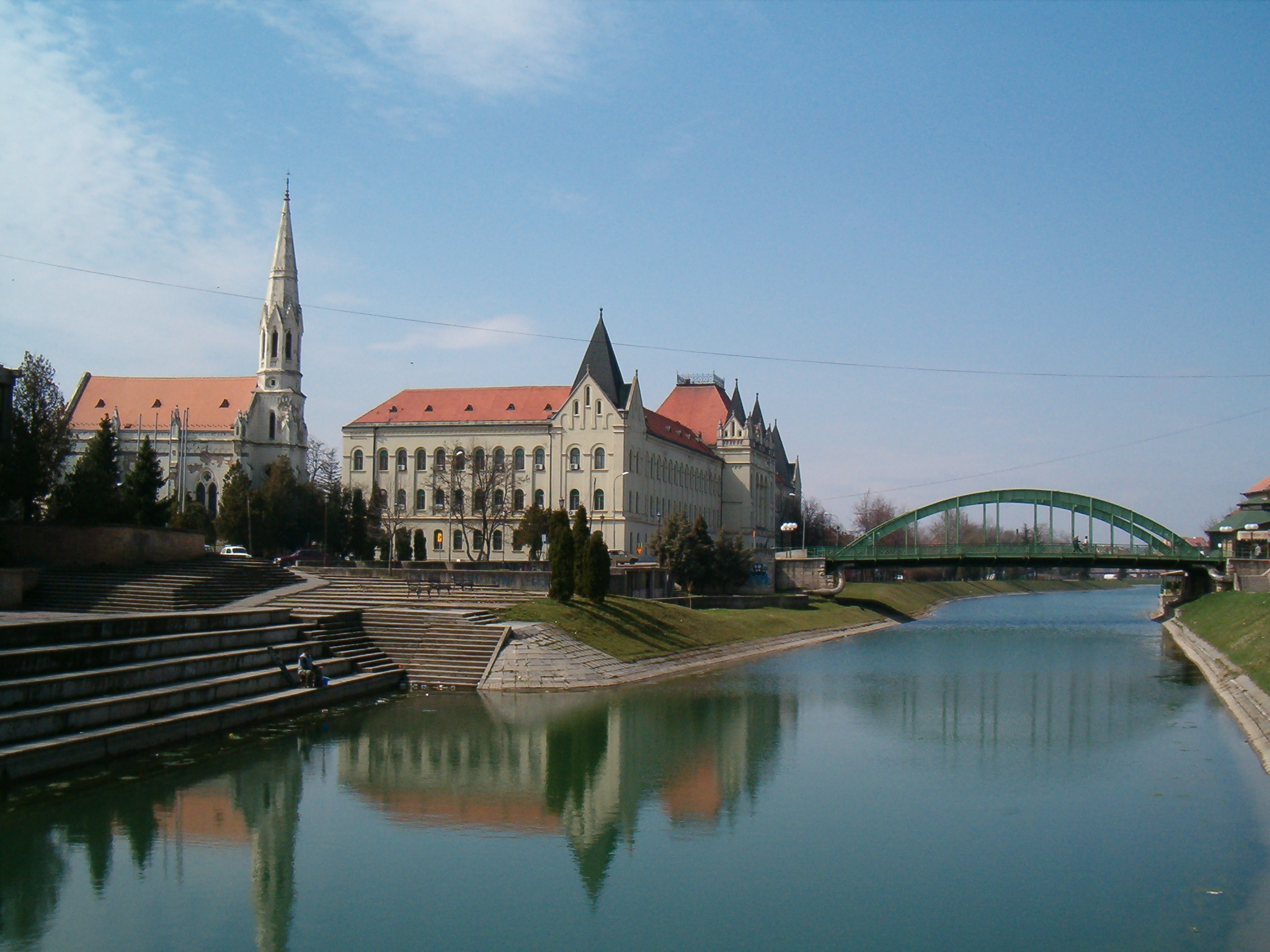
Міст, протестантська церква і Будинок Суду

### Православні
Православні церкви Зренянина належать до Банатської єпархії Сербської православної церкви. У місті є такі храми:
- Успенська церква;
- Введенська церква;
- Церква Св. Архангелів;
- Вознесенська церква (будується);
- Церква Святих Архангелів Михаїла та Гавриїла (цвинтарна);
- Церква Святої Великомучениці Марини (цвинтарна);
- Миколаївська церква (будується).

Також в місті розташований монастир Святої Меланії.

### Інші
У Зренянині є храми й інших конфесій:
- Собор Святого Іоанна Непомуцького — кафедральний собор католицької єпархії Зренянина;
- Реформатська церква;
- Словацька євангельська церква;
- Піяристська церква (католицька);
- Римсько-католицька церква в Мужліє.